# Gerson Claro
Gerson Claro (Itaporã),  é um político brasileiro, filiado ao PP. Nas eleições de 2022, foi eleito deputado estadual pelo MS.
Em 01 de fevereiro de 2023 foi eleito Presidente da Assembleia Legislativa.